# منتخب إندونيسيا لكرة الصالات للسيدات
منتخب إندونيسيا لكرة الصالات للسيدات هو ممثل إندونيسيا الرسمي في المنافسات الدولية في كرة الصالات للسيدات
. تأسس في 2011.